# Ivaí
Ivaí är en kommun i Brasilien.   Den ligger i delstaten Paraná, i den södra delen av landet, 1 100 km söder om huvudstaden Brasília. Antalet invånare är 12 806.
Omgivningarna runt Ivaí är en mosaik av jordbruksmark och naturlig växtlighet. Runt Ivaí är det glesbefolkat, med 18 invånare per kvadratkilometer.